# Justiniano (general de Constantino III)
Justiniano  fue un militar romano occidental. Ocupó el cargo de magister militum en el año 407, bajo el gobierno de Honorio pero no a sus órdenes sino a las del usurpador Constantino de Britania.

## Biografía
Formaba parte del ejército romano estacionado en Britania. Parece ser que como praepositus participó en la construcción de un fuerte defensivo en la costa oriental, concretamente en el actual pueblo de Ravenscar. La fortificación formaba parte de las instalaciones defensivas para proteger a la isla de los ataques sajones.
El 31 de diciembre de 406 un conglomerado de pueblos bárbaros invadió la Galia. Al poco, Constantino de Britania fue proclamado emperador por las tropas estacionadas en la isla y al mando de ellas cruzó el canal de La Mancha y desembarcó en el continente. Antes de partir, nombró a Nebiogastes y Justiniano como sus generales de confianza.
Las tropas estacionadas en la Galia se unieron a Constantino y el ejército avanzó junto al Rin hacia la provincia de Germania Primera donde consiguieron infringir una sonada derrota a los invasores que todavía permanecían en ella. Para entonces, el gobierno de Honorio consideró a Constantino una amenaza mayor para sus intereses que los propios invasores y envió, contra él, a un ejército al mando de Sarus. Constantino, por su lado, destacó a Justiniano con un contingente de sus tropas para que les hiciesen frente aunque la batalla resultó desfavorable y Justiniano cayó en el combate.